# Drosophila obscuricolor
Drosophila obscuricolor este o specie de muște din genul Drosophila, familia Drosophilidae, descrisă de Oswald Duda în anul 1927. Conform Catalogue of Life specia Drosophila obscuricolor nu are subspecii cunoscute.